# Alan Dzagóiev
Alan Ielizbàrovitx Dzagóiev (en osset: Дзæгъойты Елизбары фырт Алан, en rus: Алан Елизбарович Дзагоев), és un jugador de futbol nascut a Beslan (Ossètia del Nord), internacional amb la Selecció Russa, que juga al CSKA Moscou. El seu gran valedor ha estat Valeri Gazzàiev, i va començar jugant als juvenils (Yunost) de l'Alania l'any 2000. El seu primer club com a professional fou el Krylya Sovetov-SOK, al que es va incorporar l'estiu del 2006, on jugà una temporada abans de ser transferit a CSKA. Després d'una reeixida temporada de debut a la Lliga russa de futbol, va guanyar el premi al millor jugador jove, quan tenia 18 anys. Guus Hiddink el va fer debutar amb Rússia l'11 d'octubre de 2008, convertint-se en un dels debutants més joves de la història d'aquesta selecció.